# 王濬 (成化進士)
王濬（1431年—1485年），字克深，直隸廣平府威縣人，明朝政治人物。進士出身。

## 生平
順天府鄉試第八十二名。成化二年（1466年）丙戌科會試第一百三十□名，殿試登進士第三甲第九十二名。三年九月授试監察御史，四年九月实授，勁直有風。巡按山東、陕西、蘇松常鎮，除奸肅紀，聲隆望重。以都御史王越举荐，十五年五月擢南京都察院右僉都御史，六月改都察院右佥都御史、巡撫甘肅等處，十二月以母丧去任。服闋，十八年五月起復郧阳抚治，嘗抗疏罷濬河以蘇凍綏，開茶山以慰流逋，活人無算。練兵儲粮，民安盗息。成化二十一年七月以勞瘁卒官，年五十五，旅櫬肅然，家無余貲。兵部尚書王越嘗為經綸治化詩卷贈之。

## 家族
曾祖父王伯成。祖父王志剛。父亲王榮。